# یواس‌اس سالوت (ای‌ام-۲۹۴)
یواس‌اس سالوت (ای‌ام-۲۹۴) (به انگلیسی: USS Salute (AM-294)) یک کشتی بود که طول آن ۱۸۴ فوت ۶ اینچ (۵۶٫۲۴ متر) بود. این کشتی در سال ۱۹۴۳ ساخته شد.